# Batterie du Mont-Thou
La batterie du Mont Thou, parfois orthographiée Montoux ou Montou, culmine à 612 m d'altitude à proximité du fort du Mont-Verdun. Couplée avec batteries de Narcel, des Carrières, et de la Fréta, elle faisait partie de la deuxième ceinture de Lyon et plus globalement du système Séré de Rivières.

## Histoire

### Construction
La batterie est construite entre 1874 et 1877 à proximité du fort du Mont-Verdun.

## Utilisation contemporaine
La base aérienne 942 Lyon-Mont Verdun occupe les terrains et interdit l'accès à la batterie.